# Abiotische factor
Een abiotische factor is binnen de ecologie een milieufactor die geen biologische oorsprong heeft, in tegenstelling tot biotische factoren (organismen). Men onderscheidt primaire abiotische factoren, bijvoorbeeld de jaarlijkse hoeveelheid neerslag, of de gemiddelde temperatuur, en samengestelde abiotische factoren, bijvoorbeeld het klimaat.
| Milieufactoren::p. 146-241. Ökologische Geobotanik.                       | Milieufactoren::p. 146-241. Ökologische Geobotanik.                                                             |
| Primaire milieufactoren                                                   | Complexe of samengestelde factoren                                                                              |
| ------------------------------------------------------------------------- | --- |
| 1. warmte 2. water 3. licht 4. chemische factoren 5. mechanische factoren | abiotische factoren 1. klimaat 2. reliëf, orografische factoren 3. bodem, edafische factoren biotische factoren |

De abiotische factoren kunnen worden gegroepeerd in factoren met betrekking tot klimaat, bodem en water.
Als in een omgeving de abiotische factoren veranderen, bijvoorbeeld door een overstroming of klimaatverandering, zullen de organismen met de eigenschappen die tegen deze verandering bestand zijn overleven. De overlevende organismen zullen hun eigenschappen doorgeven aan hun nakomelingen, volgens het evolutionaire principe van de adaptatie.

## Optimum
De optimale waarde van de milieufactor is de waarde waarbij de maximale respons, of de grootste oogst of resultaat optreedt. Optimale omstandigheden (bij voorbeeld van de abiotische milieufactoren) zijn die omstandigheden waarbij de maximale respons optreedt. De hoogte van de respons wordt de amplitude genoemd. Suboptimale omstandigheden zijn die waarden van de milieufactoren, waarbij de maximale respons niet wordt bereikt. De suboptimale waarden liggen boven of onder de optimale waarde van de milieufactor.
In het spraakgebruik heeft "optimaal" een subjectieve betekenis gekregen van "meest gewenst", "(betrekkelijk) goed" tot "beste", "gunstigste omstandigheden", of "maximaal resultaat".

## Tolerantie, ecologische amplitude
De tolerantie van een soort of van een populatie is het gebied tussen minimumwaarde en maximumwaarde van een gegeven milieufactor waarbinnen deze kan overleven en reproduceren. Tolerantie is de mate waarin van het optimum kan worden afgeweken. De tolerantie wordt ook wel "ecologische amplitude" genoemd. Als de milieufactoren afwijken van de optimale waarde spreekt men van suboptimale omstandigheden.
Een alternatieve betekenis van tolerantie hangt af van het wiskundige model voor de klok-kromme of Gaussische curve, een grafisch weergegeven wiskundige functie die de respons beschrijft van de soort op de milieufactor. De op deze wijze berekende tolerantie heeft niet te maken met de minimumwaarde en maximumwaarde, en valt aanzienlijk lager uit.
Als soorten voor de belangrijkste abiotische milieufactoren een grote tolerantie hebben, spreekt men van euryoeke soorten of ubiquisten, bij kleine toleranties is sprake van stenoeke soorten of specialisten. Voorbeelden van ubiquisten onder de planten zijn Grote brandnetel (Urtica dioica) en Bezemkruiskruid (Senecio inaequidens). Een voorbeeld onder de dieren is de nachtvlinder Grote meelmot (Pyralis farinalis). Soorten die voor een bepaalde milieufactor een geringe tolerantie hebben, kunnen bijvoorbeeld zijn stenotherm (met zeer beperkte tolerantie voor afwijkingen in de temperatuur) of stenohalien (met zeer beperkte tolerantie voor afwijkingen in het zoutgehalte).
De stenoeciteit of ecologische amplitude is een samengestelde waarde voor tolerantie, voor de Nederlandse flora berekend op grond van een zevental abiotische milieuvariabelen. De stenoeciteit geeft de ecologische kieskeurigheid van de soort aan. Hoe lager de waarde voor de ecologische amplitude, hoe kieskeuriger de soort in het algemeen is.
Als de milieufactoren extreme waarden (minimale of maximale waarde) aannemen, is er helemaal geen resultaat: de respons wordt 0. De waarden tussen minimum en maximum heet de tolerantie.

## Homeostase
Veel dieren zijn zodanig aangepast dat ze, bij verandering van de abiotische factoren in de omgeving, het eigen inwendig milieu zo lang mogelijk constant kunnen houden. Dit biologische, onwillekeurige (automatische) regelmechanisme is de homeostase en wordt aangestuurd vanuit het autonome zenuwstelsel. Het houdt in dat als de waarde van een bepaalde inwendige factor te hoog of te laag dreigt te worden, er automatisch compensatie optreedt, zodat de toestand van het organisme in evenwicht blijft. 
Bijvoorbeeld wanneer de lichaamstemperatuur te hoog dreigt te worden gaat men zweten, waarbij het uitgescheiden water aan de huid verdampt; de daarvoor benodigde verdampingswarmte wordt onttrokken aan het te warme lichaam, dat daardoor afkoelt. In het omgekeerde geval gaat een mens rillen en versnelt zijn stofwisseling, waardoor de lichaamstemperatuur niet te laag wordt. Dit regelmechanisme (in dit geval de thermoceptie) wordt tegenkoppeling (of negatieve feedback) genoemd, en bestaat uit drie componenten: de receptor die de verandering ontdekt (in dit geval de warmtereceptoren in de huid); het controlemechanisme (het autonome zenuwstelsel) dat de informatie verwerkt en vergelijkt met de optimale waarde; en de uitvoerder (het lichaamsorgaan; in dit geval de huid) die van het controlemechanisme de opdracht krijgt het evenwicht te herstellen. 
De mate waarin een organisme het inwendig milieu constant kan houden en dus de homeostase weet te behouden, wordt de tolerantie genoemd. Wanneer een organisme dit niet meer kan, treedt 'positieve feedback' op, die kan leiden tot de dood van het organisme.

## Groepering
De abiotische factoren kunnen worden gegroepeerd.
| klimaat: - neerslag en luchtvochtigheid - temperatuur - daglengte en lichtsterkte - windsterkte en windrichting | bodem: - grondsoort, korrelgrootteverdeling (textuur), poriënvolume, bodemfauna - humus, hoeveelheid en samenstelling - grondwater, diepte van het freatisch vlak en grondwatertrap - zuurgraad - moedergesteente - reliëf, glooiingshoek en expositie (hellingsrichting van de bodem) | water: - zoutgehalte of saliniteit van het water - trofie: de concentraties van opgeloste minerale stoffen - saprobie: de concentraties van organische stoffen - waterdiepte - troebelheid (turbiditeit) en transparantie - golfhoogte - stroming - zuurstofgehalte |